# Anthony Percy
Anthony Gerard Percy (ur. 8 kwietnia 1963 w Cooma) – australijski duchowny katolicki, biskup pomocniczy Sydney od 2025.

## Życiorys
Święcenia kapłańskie przyjął 14 grudnia 1990 i został inkardynowany do archidiecezji Canberry-Goulburn. 
11 lutego 2025 papież Franciszek mianował go biskupem pomocniczym archidiecezji Sydney oraz biskupem tytularnym Appiaria. Sakry udzielił mu 2 maja 2025 arcybiskup Anthony Fisher, współkonsekratorami byli Mark Coleridge oraz Christopher Prowse.